# William Buckland
William Buckland (Axminster, 12 marzo 1784 – Islip, 14 agosto 1856) è stato un teologo, geologo e paleontologo inglese.

## Biografia
Dopo la laurea ad Oxford nel 1804, venne ordinato pastore nel 1809. Primo lettore di geologia a Oxford (1813), fa parte del gruppo di scienziati fedeli alla Chiesa anglicana e contrari all'Uniformity Act.
Considerato uno tra i più importanti geologi del suo tempo, fu membro della Geological Society of London e della Royal Society: si impegnò nella diffusione dell'interesse per gli studi paleontologici. Le sue opere si sviluppano intorno alle tesi catastrofiste, in linea con le idee di George Cuvier del Discours préliminaire.
Nel 1824 per la prima volta descrisse scientificamente fossili di dinosauro, dando loro il nome di Megalosaurus. I fossili erano stati scoperti in Inghilterra, risalivano al Giurassico, e il nome è dovuto al fatto che lo zoologo George Cuvier, proveniente dalla Francia, comunicò al geologo Buckland che si trattava di ossa di un enorme rettile (da cui il nome: megalos -grande- e sauros -lucertola). Nel 1827 lo zoologo Gideon Mantell vi assegnò il nome scientifico Megalosaurus bucklandii, il cui epiteto specifico è ovviamente un omaggio al descrittore del genere.
Raccolse una ricca collezione geologica che poi lasciò all'università di Oxford.
Una curiosità legata a tale personaggio narra che durante la rivoluzione francese i rivoltosi saccheggiarono la tomba di Re Luigi XIV trafugando il cuore che era stato imbalsamato, tale reliquia arrivò nelle mani di William Buckland il quale lo mangiò la sera di Natale accompagnata da un contorno di fave.
Muore nel 1856 e a tutt'oggi è sepolto nel cimitero parrocchiale di San Nicola ad Islip, nell'Oxfordshire.
| Buckland è l'abbreviazione standard utilizzata per le piante descritte da William Buckland. Consulta l'elenco delle piante assegnate a questo autore dall'IPNI. |

| Buckland è l'abbreviazione standard utilizzata per le specie animali descritte da William Buckland. Categoria:Taxa classificati da William Buckland |